# Сахны (Житомирская область)
Сахны (укр. Сахни) — село на Украине, основано в 1736 году, находится в Ружинском районе Житомирской области.
Код КОАТУУ — 1825284002. Население по переписи 2001 года составляет 170 человек. Почтовый индекс — 13644. Телефонный код — 4138. Занимает площадь 0,968 км².

## Адрес местного совета
13644, Житомирская область, Ружинский р-н, с. Княжики